# NGC 3797
NGC 3797 је појединачна звезда у сазвежђу Велики медвед која се налази на NGC листи објеката дубоког неба.
Деклинација објекта је + 31° 54' 23" а ректасцензија 11h 40m 13,4s. Привидна величина (магнитуда) објекта NGC 3797 износи 12,6 а фотографска магнитуда 14,7.